# Доранж
Доранж (фр. Doranges) насеље је и општина у централној Француској у региону Оверња, у департману Пиј де Дом која припада префектури Амбер.
По подацима из 2011. године у општини је живело 151 становника, а густина насељености је износила 7,77 становника/km². Општина се простире на површини од 19,43 km². Налази се на средњој надморској висини од 950 метара (максималној 1.121 m, а минималној 865 m).

## Демографија
| 1962. | 1968. | 1975. | 1982. | 1990. | 1999. | 2011. |
| ----- | ----- | ----- | ----- | ----- | ----- | ----- |
| 369   | 303   | 231   | 201   | 194   | 164   | 151   |

График промене броја становника у току последњих година